# イブン・フルダーズベ
イブン・フルダーズビフ または イブン・フルダーズベ（:  ابن خرداذبه / Ibn Khurdādhbih または Ibn Khurdādhbeh、820年頃 - 912年）は、アッバース朝で活躍したペルシャ系の地理学者・官僚。アラビア語によるものとしては現存最古の地誌『諸道と諸国の書』を著した。全名はアブル＝カースィム・ウバイドゥッラーフ・イブン・フルダーズビフ（ / Abu'l Qāsim ‘Ubaid'Allāh Ibn Khurdādbih）。

## 生涯
イラン北部において、ペルシャ人の裕福な家庭に生まれる。彼はアッバース朝のカリフ、ムウタミドの下で、イランの北西部ジバール州 (Jibal) の駅逓長官に任命された。その後、バグダード、サーマッラーの駅逓長官を務めている。重要な地域の駅逓を掌るとともに、カリフの個人的な情報収集の任務にあたっていた。
846年から847年頃、イブン・フルダーズベは『諸道と諸国の書』（アラビア語: كتاب المسالك والممالك / Kitāb al-Masālik w’al-Mamālik）を著している（その第二版は885年に刊行された）。この著作でイブン・フルダーズベはアッバース朝統治下の諸地域のひとびとの様子を描写しているほか、ブラマプトラ川、アンダマン諸島、マレー半島、ジャワといった南アジアの海岸地域の土地の人々や文化に関する描写と地図を含んでいる。スィーン（al-Ṣīn、支那 = 中国、当時は唐）についての記述に関連し、その東方にある黄金に富んだ島国、「シーラ」 (Shīlā) と「ワークワーク」（al-Wāqwāq）についても言及しており、これらはそれぞれ朝鮮（統一新羅）、日本（倭国）を指すものと考えられている。
とくに「ワークワーク」は、アラブ世界において東の果てにある土地として伝説化していくが、その名を記す現存最古の記録が『諸道と諸国の書』である。イブン・フルダーズベは、ワークワークという地名を二回挙げて描写している。それによれば、ワークワークでは金を豊富に産出し、住民は犬をつなぐ鎖や猿の首輪を金で作っており、また、チュニックを金糸を用いて織っているという。ワークワークはすぐれた黒檀の産地であり、「黄金と黒檀はこの地から輸出される」と記している。
これらの地域の地理に関しては、プトレマイオスをはじめとする古代ギリシャの著作が先行しているが、『諸道と諸国の書』はそれらからの強い影響は受けていない。『諸道と諸国の書』にはペルシャの行政用語が多用されており、ペルシャ人古来の世界観・宇宙観を用いて、イスラム化以前のペルシャの歴史を叙述している。このことは、著作の中心部分に用いられた、ペルシャ語の文献が存在していたことを反映している。また、この著作は、ラダニテと呼ばれるユダヤ人巡回商人の活動を記した、数少ない現存史料の一つである。
イブン・フルダーズベには、8冊ないし9冊の著書があった。イブン・アン＝ナディームの『フィフリスト（al-Fihrist、目録の書）』には、イブン・フルダーズベの著作として8作品を載せている。すなわち、『諸道と諸国の書』（Kitāb al-Masālik w’al-Mamālik）のほか、『音楽聴聞の作法』（Adab al-Samāʿ）、ペルシャ人の家系についての本（Kitāb Jamharat Ansāb al-Furs wa’l-Nawāqil）、『料理の書』（Kitāb al-Ṭabīkh）、『飲料の書』（Kitāb al-Sharāb）、星々の上昇や入没をあつかった『アンワーの書』（Kitāb al-Anwāʾ）、『友と仲間たちの書』（Kitāb al-Nudamāʾ wa’l-Julasāʾ）、音楽と楽器についての『娯楽と玩具の書』（Kitāb al-Lahw wa’l-Malāhī）である。マスウーディーの『黄金の牧場と宝石の鉱山』やサーリビーによれば、イブン・フルダーズベは『歴史における大いなる書』（Kitāb al-Kabīr fi’l-Taʾrīkh）という歴史書も書いていたと言及している。『歴史における大いなる書』はペルシアやその他の地域の歴史や王の事蹟について書かれ、特にマスウーディーは『黄金の牧場と宝石の鉱山』でこの書についてたびたび引用しその内容を賞讃している。しかし、現在この書物は失われており、マスウーディーなどが部分部分で抄録している箇所以外は遺されていない。『娯楽と玩具の書』は、イスラム化する以前のペルシャの音楽について記している。